# 실비아 문트
실비아 문트(Silvia Munt, 1957년 3월 24일~)는 스페인의 배우, 영화 감독이다.

## 출연 작품
- 팜 오브 파사쥬 (2015)
- 리콰이어먼츠 투 비 어 노멀 퍼슨 (2015)
- 왓 유 네버 뉴 (2000)
- 내 마음의 비밀 (1997)
- 패션 투르카 (1994)
- 나비의 날개 (1991)
- 아케라레 (1984)
- 파레스 이 논스 (1982)